# Milda Dargužaitė
Milda Dargužaitė (* 1976) ist eine litauische Managerin, Finanzanalystin und Beamtin. Seit dem 14. Dezember 2016 leitet sie die Regierungskanzlei der Republik Litauen.

## Leben
Milda Dargužaitė lernte an einer Mittelschule in Kaunas. Ihr Lieblingsfach war Mathematik. Von 1995 bis 1999 absolvierte Dargužaitė das Bachelorstudium der Wirtschaft und Mathematik an der Middlebury College und von 2002 bis 2004  M.S.E.-Studium der Operations Research and Financial Engineering an der Princeton University.
Von Juli 1999 bis Juli  2001 war Dargužaitė Investment Banking Analytikerin bei Donaldson, Lufkin & Jenrette. Von Juli 2004 bis Juni 2011 war sie Co-Head von Strategic Asset Allocation in Private Wealth Management und Vizepräsidentin bei Goldman Sachs.  Ab Juni 2011 war sie Beraterin von Žylius, des Wirtschaftsministers Litauens. Bis März 2014 arbeitete sie als Generaldirektorin der Investitionsagentur Invest Lithuania („Investuok Lietuvoje“). Ab Januar 2015 arbeitete sie bei „Barclays“ im Hauptsitz London. Sie war Direktorin von Global Technology Infrastructure Services (GTIS). Von Januar 2015 bis März 2016 leitete sie das „Barclays“-Technologiezentrum Vilnius. Ab Januar 2016 war sie Vorstandsmitglied von „Northern Horizon“, Aufsichtsratsmitglied bei Northern Horizon Capital group. Seit Dezember 2016 ist sie Regierungskanzlerin unter Leitung des Premierministers Saulius Skvernelis.
Dargužaitė wollte als Spitzenkandidatin (Nr. 1) der TS-LKD-Liste an der Kommunalwahlen in Litauen 2015 in der Stadtgemeinde Vilnius teilnehmen.